# Sainte Séraphie
 (novembre 2019).
Si vous disposez d'ouvrages ou d'articles de référence ou si vous connaissez des sites web de qualité traitant du thème abordé ici, merci de compléter l'article en donnant les références utiles à sa vérifiabilité et en les liant à la section « Notes et références ».
Sainte Séraphie est une sainte qui mourut en martyr au IIe siècle. Elle fut condamnée à cause de sa foi chrétienne à être livrée à la débauche de deux jeunes hommes. N'ayant pas réussi à la violer, ils la brûlèrent avec des torches ardentes, et elle fut décapitée. Sainte Sabine, qui était sa maîtresse, fut aussi condamnée pour l'avoir inhumée.

## Liens
- Sainte Séraphie et Sainte Sabine